# Landunvez
Landunvez ist eine französische Gemeinde mit 1548 Einwohnern (Stand 1. Januar 2022) im Département Finistère in der Region Bretagne; sie gehört zum Arrondissement Brest und zum Kanton Plabennec.

## Geschichte
Die Familie Du Castel (Du Chatel, heute Duchâtel) regierte den Ort während Jahrhunderten von der Burg Trémazan aus. Die Gemeinde gehört historisch zum Gebiet Nieder-Leon (frz. Bas-Léon, bret. Goueled-Leon) im Nordwesten der Bretagne.

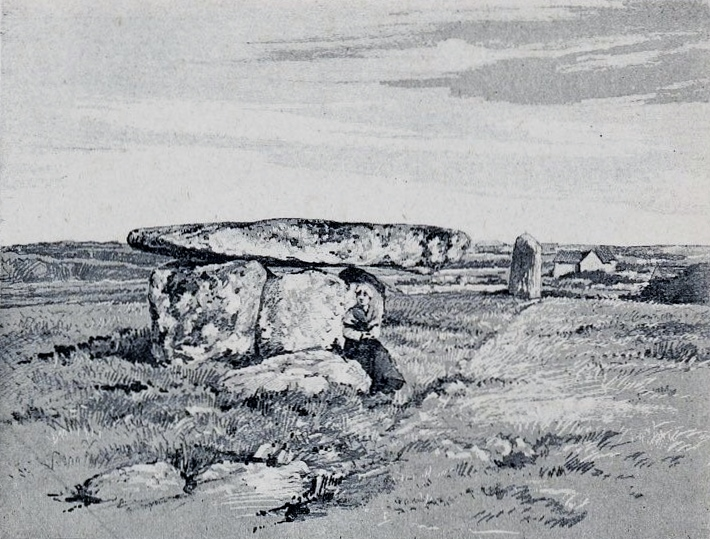
Dolmen d’Argenton

### Bevölkerungsentwicklung
| Jahr      | 1962 | 1968 | 1975 | 1982 | 1990 | 1999 | 2008 | 2017 |
| Einwohner | 1535 | 1391 | 1248 | 1315 | 1359 | 1345 | 1353 | 1475 |

## Sehenswürdigkeiten
Siehe auch: Liste der Monuments historiques in Landunvez
- Ruinen der Burg Trémazan
- Kirche Saint-Gonval
- Kapelle Notre-Dame-de-Kersaint aus dem 15. Jahrhundert (restauriert im 20. Jahrhundert)
- Kapellen, Wegkreuze und Calvaires
- Denkmal für die Gefallenen des Ersten Weltkriegs

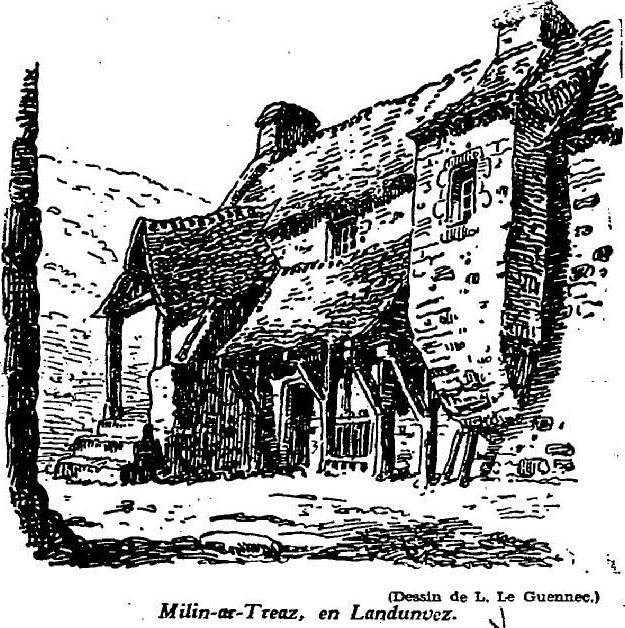
Alte Mühle Milin-ar-Trez (Zeichnung von Louis Le Guennec 1929)
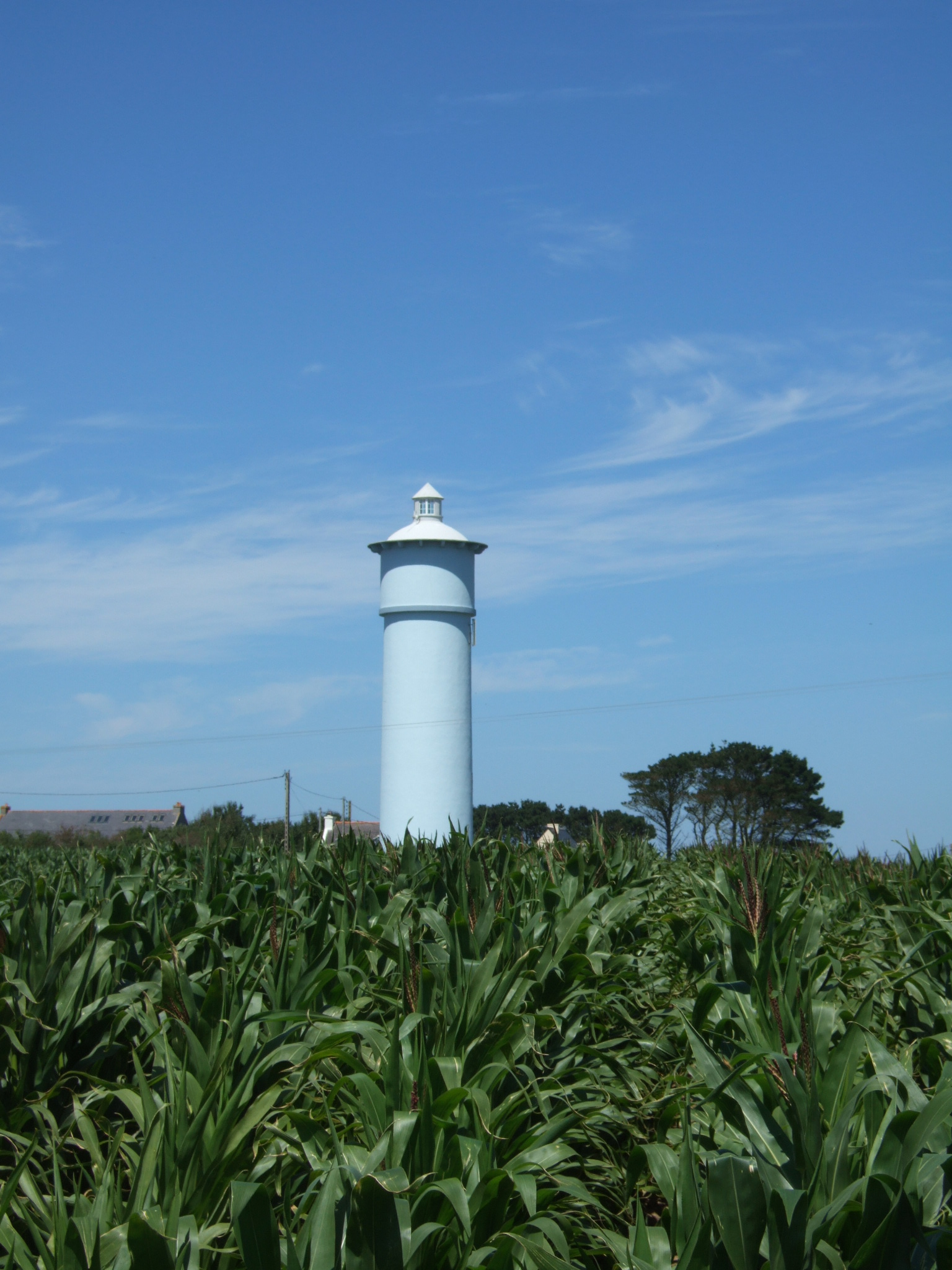
Wasserturm Bleu ciel de Trémazan (‚blauer Himmel von Trémazan‘)
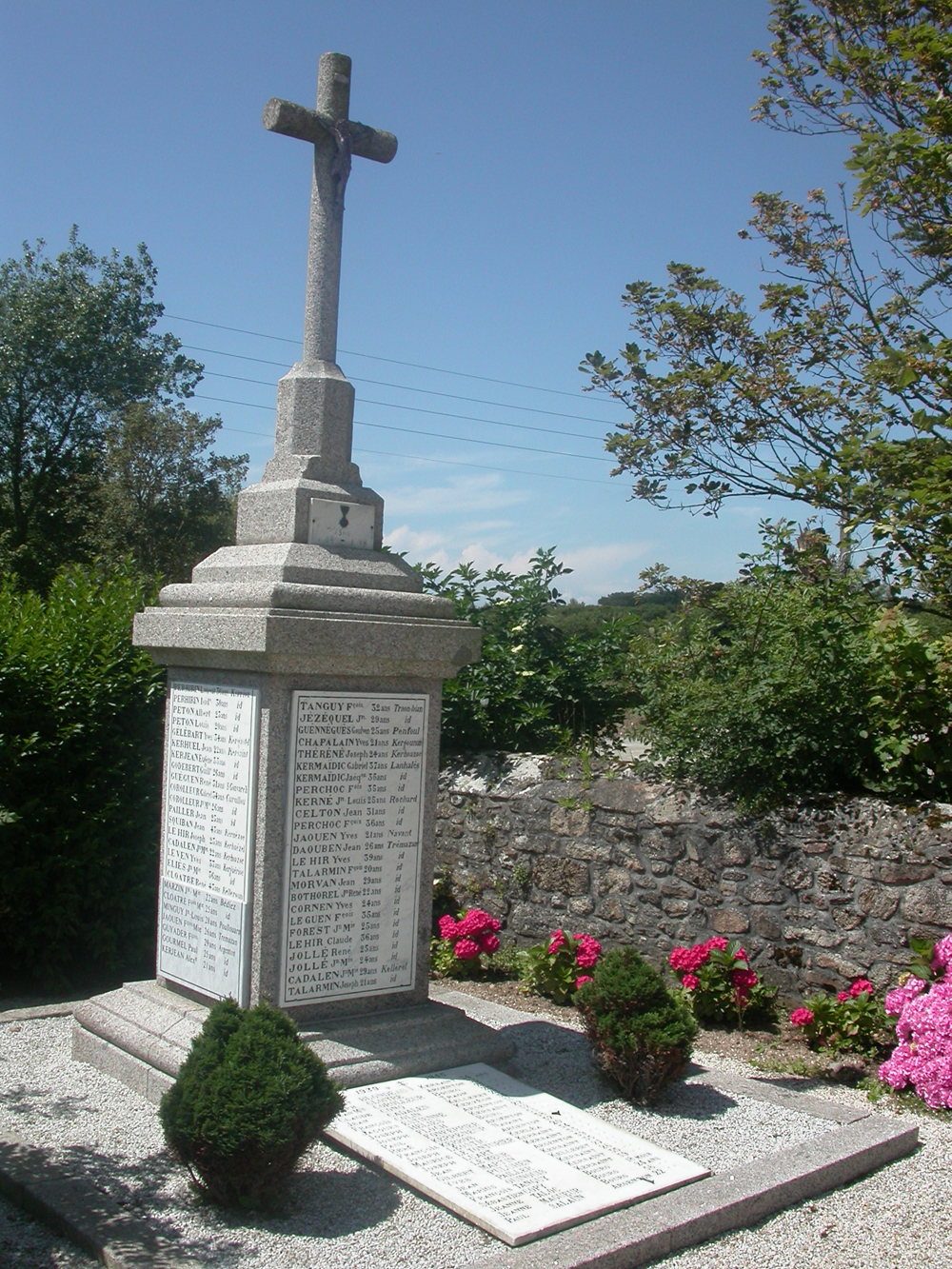
Denkmal für die Gefallenen 1914–18
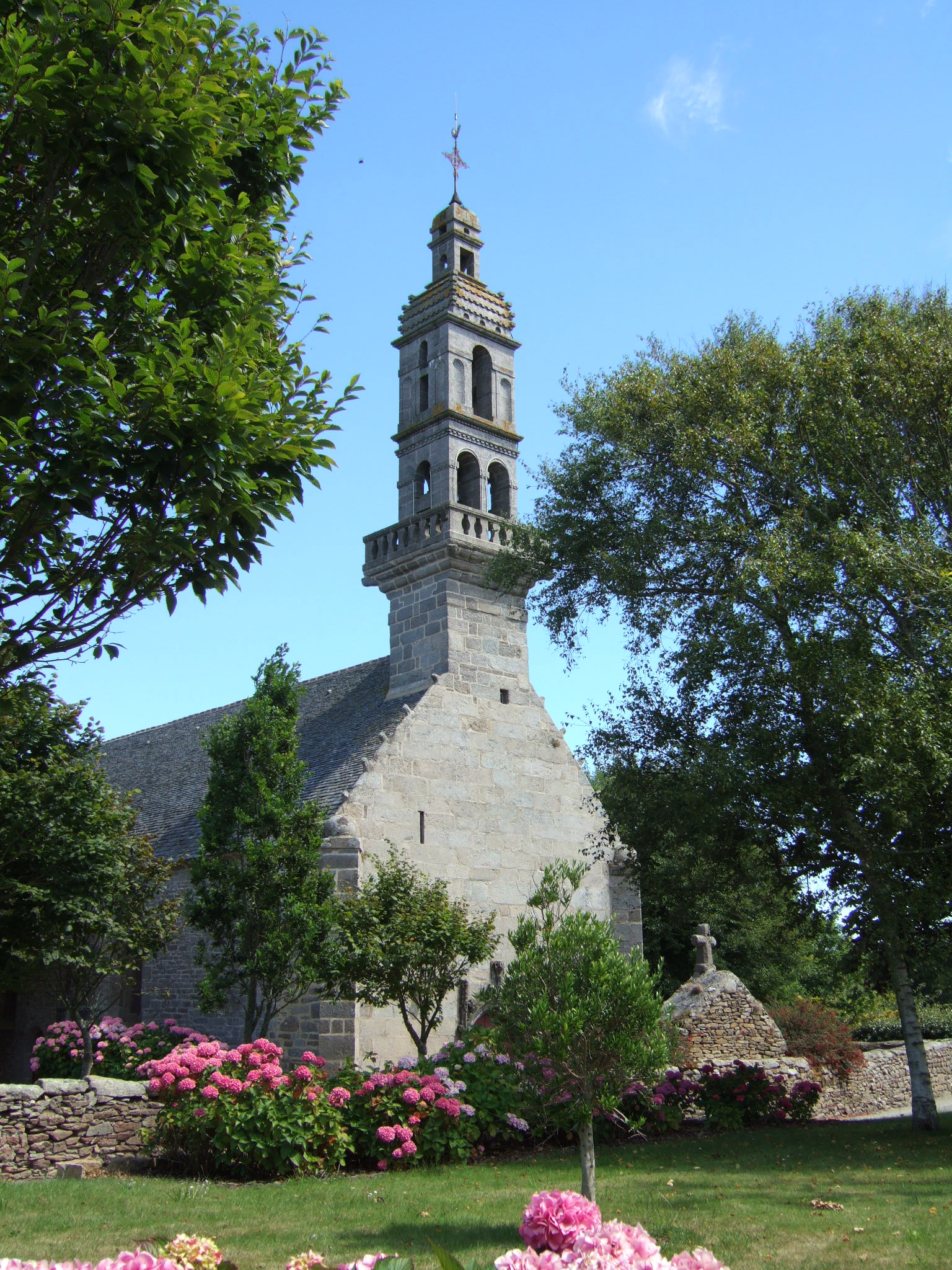
Kapelle Notre-Dame-de-Kersaint
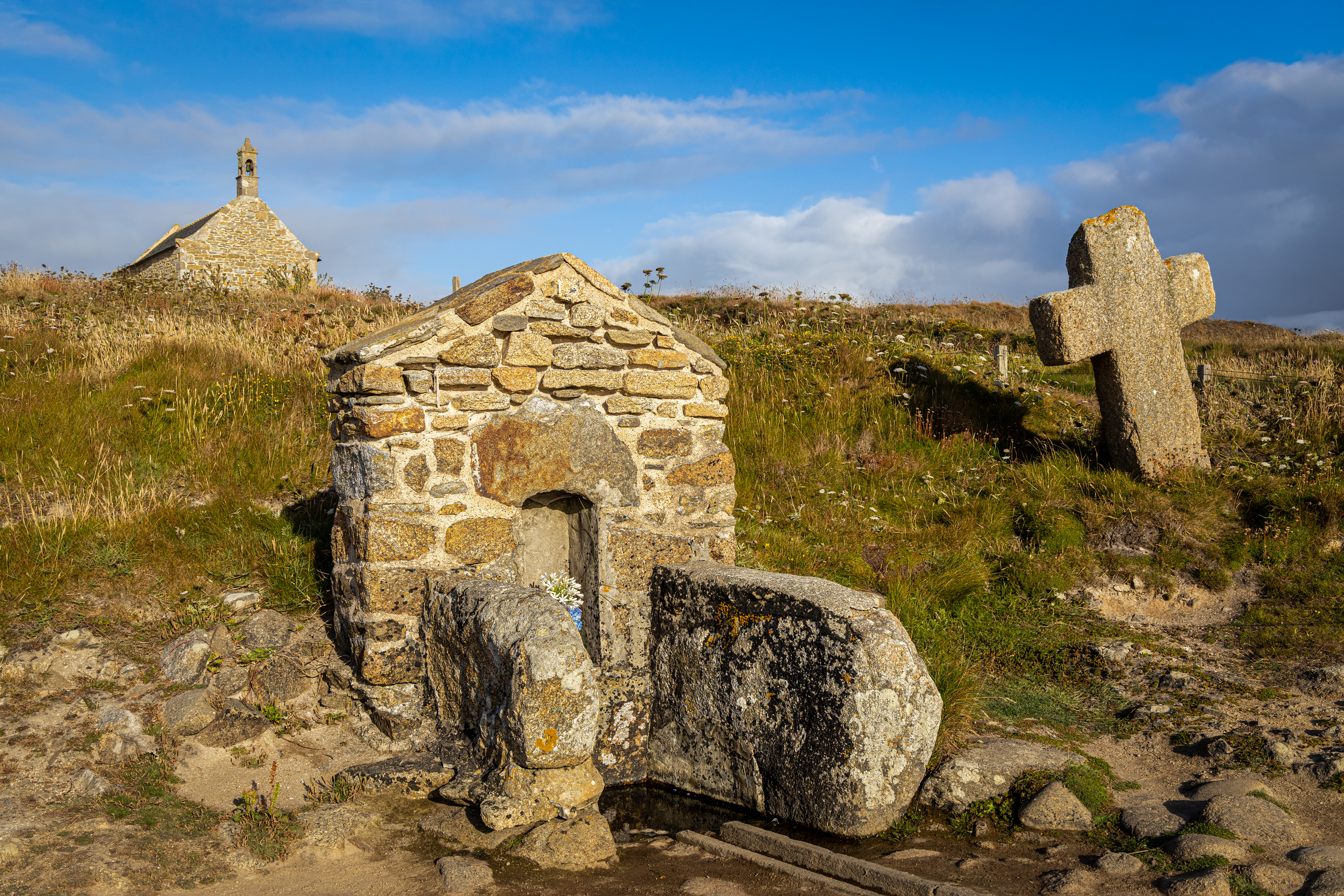
Brunnen, Kreuz und Chapelle Saint Samson an der Küste zwischen Trémazan und Kerlaguen